# Association des officiers de marine
L'Association des officiers de la marine (MOV) est une association d'officiers de marine actifs et anciens, de médecins militaires, d'officiers de réserve, d'aspirants officiers, de veuves et d'amis civils des marines allemandes.

## Histoire
Déclenché par l'ordre naval du 24 octobre 1918 (de) et l'armistice de Compiègne (1918), les officiers de la Marine Impériale sont littéralement à la rue après la Première Guerre mondiale. C'est à l'initiative du capitaine de frégate Georg von Bülow qu'est créée le 12 novembre 1918 à Wilhelmshaven, l'Aide aux officiers de marine (MOH), une organisation d'entraide dont le principe est "se rassembler pour s'aider mutuellement pour l'avenir, trouver des postes pour les membres". Le nom est changé en 1921 en Association des officiers de marine (MOV).
Depuis 1922, l'Association des officiers de marine est membre des Associations patriotiques unies d'Allemagne (de), une fusion de diverses organisations de droite à l'époque de la République de Weimar. Comme les présidents de la MOV, les capitaines retraités Waldemar Krah (1919-1930) et Gustav von Stosch (1930-1935) ne cachent pas leur attachement à la monarchie et leur sympathie pour la droite politique, le comité directeur ne parvient qu'au prix de grands efforts, en partie avec le soutien bienveillant du département de la Wehrmacht, à maintenir un cap apolitique jusqu'en 1933, du moins en apparence,,.
En 1935, l'Association des officiers de marine est rattaché à la Fédération nationale-socialiste de la marine allemande (de) (NSDMB). Afin d'anticiper sa dissolution et donc la perte de son patrimoine non négligeable, le commandant en chef de la Kriegsmarine ordonne que son nom soit changé en Aide aux officiers de marine au sein de la Fédération nationale-socialiste de la marine allemande et que les tâches de l'association se limitent au soutien de ses membres par des conseils et des actions, à la préservation de la tradition et à la promotion de l'idée de défense. Les membres masculins de la MOV doivent également appartenir à une amicale de la marine du NSDMB.
Après la Seconde Guerre mondiale, l'association est dissoute en raison des réglementations alliées et rétablie en mars 1952 sous le nom d'Aide aux officiers de marine (MOH) à Krefeld. Comme en 1918, il s'agit d'atténuer les difficultés matérielles. L'aide matérielle n'est plus la priorité et l'association est rebaptisée Association des officiers de marine (MOV) en 1966. L'Association des officiers de marine reste une association secondaire à vocation sociale.

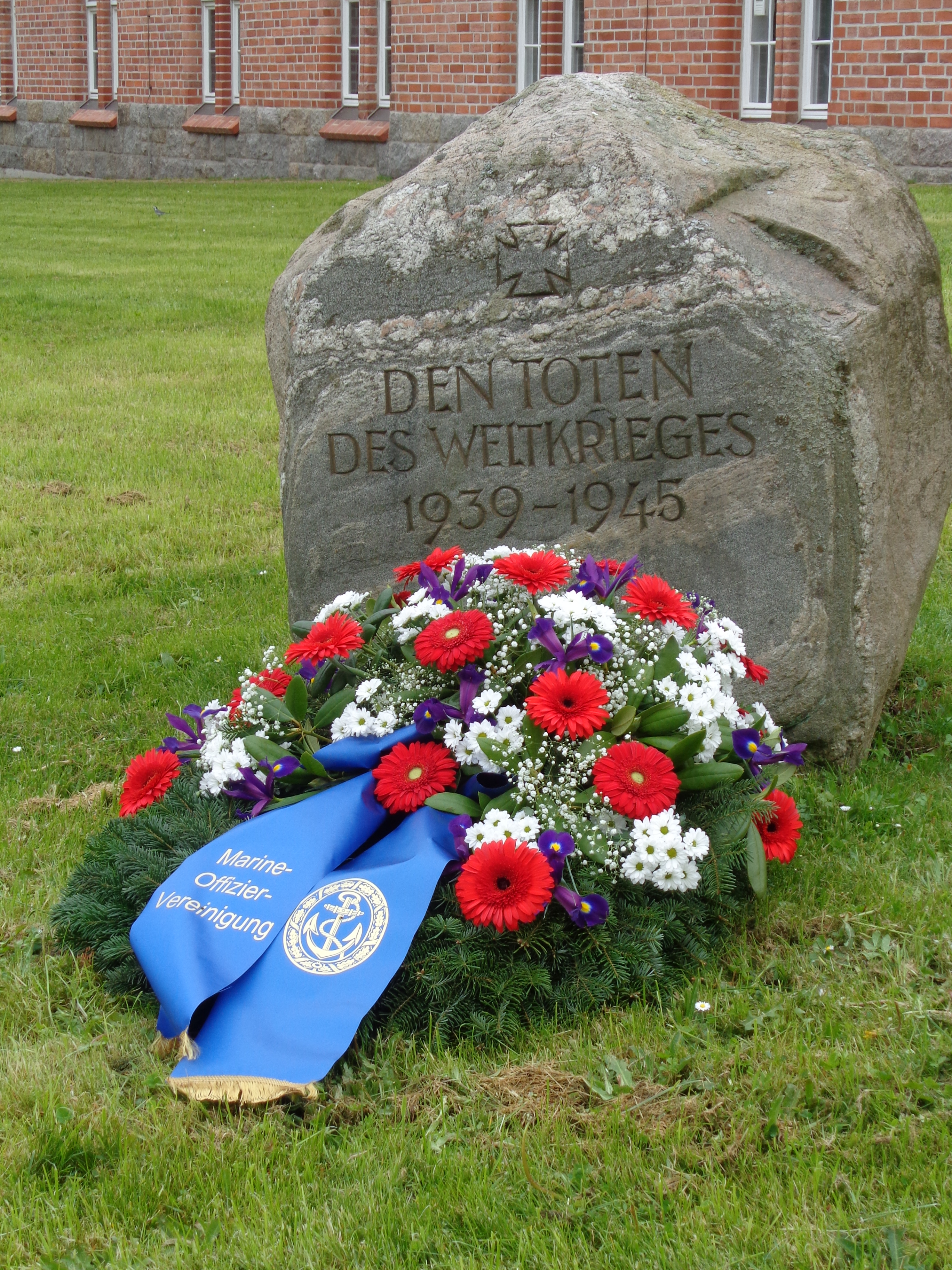
Couronne de l'Association des officiers de marine (Académie navale de Mürwik, 2014)

Depuis la réunification allemande, le MOV se considère comme une communauté d'intérêts et de valeurs pour les officiers de la marine allemande. Dans le cadre du MOV, il y a des foires d'officiers de marine dans certaines villes allemandes et étrangères comme lieu de rencontre pour les officiers de marine actifs et anciens. L'Institut maritime allemand (de) (DMI), fondé en 1973 par la MOV, publie la revue Marine-Forum (de) et promeut la discussion sur les questions maritimes. Pour les membres du club, l'abonnement est inclus dans la cotisation et chaque numéro est complété par l'actualité des clubs et de la marine.
À l'occasion du 100e anniversaire, l'assemblée générale annuelle 2018 a lieu dans le lieu fondateur à Wilhelmshaven.
L'Association des officiers de marine décerne le prix Amiral-Johannesson à l'Académie navale de Mürwik. Cependant, l'attitude de l'homonyme du prix, le contre-amiral Rolf Johannesson (de), est remise en question depuis un certain temps. Selon une lettre ouverte signée par des historiens et des responsables militaires bien connus, il est « impliqué de manière coupable » dans le national-socialisme et « indigne de la tradition ». Dans ce contexte, il convient de noter que des personnalités telles que le Grand Amiral Erich Raeder et le Grand Amiral Karl Dönitz figurent encore sur la liste des membres honoraires du MOV jusqu'à la fin des années 1980. Cette liste, qui est publiée dans l'annuaire biennal des membres, est modifiée afin que seules les personnes vivantes soient nommées.
Le bureau commun de MOV/MOH/DMI est transféré de Bonn à Wilhelmshaven en 2020.

## Présidents
| Nr. | Nom                                           | Début du mandat  | Fin du mandat  |
| --- | --------------------------------------------- | ---------------- | -------------- |
| 1   | Fregattenkapitän Georg von Bülow (de)         | 12 novembre 1918 | mars 1919      |
| 2   | Fregattenkapitän Siegfried Westerkamp (de)    | mars 1919        | septembre 1919 |
| 3   | Kapitän zur See Waldemar Krah (de)            | septembre 1919   | novembre 1930  |
| 4   | Kapitän zur See Gustav von Stosch (de)        | novembre 1930    | avril 1935     |
| 5   | Konteradmiral Hans Erler (de)                 | avril 1935       | mai 1945       |
| 6   | Kapitän zur See Heinz Bonatz (de)             | 16 mars 1952     | mai 1960       |
| 7   | Fregattenkapitän Victor Oehrn (de)            | mars 1960        | mai 1963       |
| 8   | Flottillenadmiral Alfred Schumann (de)        | mai 1963         | avril 1978     |
| 9   | Vizeadmiral Wilhelm Meentzen (de)             | avril 1978       | mai 1982       |
| 10  | Vizeadmiral Horst von Schroeter (de)          | mai 1982         | mai 1990       |
| 11  | Konteradmiral Hans-Friedrich Meisner (de)     | mai 1990         | avril 1994     |
| 12  | Konteradmiral Klaus-Jürgen Steindorff (de)    | avril 1994       | avril 1997     |
| 13  | Flottillenadmiral Karlheinz Max Reichert (de) | avril 1997       | octobre 2004   |
| 14  | Konteradmiral Dieter Leder (de)               | octobre 2004     | mai 2006       |
| 15  | Flottillenadmiral Karlheinz Max Reichert      | mai 2006         | mai 2007       |
| 16  | Konteradmiral Klaus-Peter Hirtz (de)          | mai 2007         | avril 2012     |
| 17  | Vizeadmiral Wolfgang E. Nolting (de)          | avril 2012       | octobre 2021   |
| 18  | Konteradmiral Thorsten Kähler (de)            | octobre 2021     |                |

Selon les statuts, le vice-président est le président de l'Institut maritime allemand, actuellement l'amiral Christian Bock (de).

## Membres honoraires
Depuis le rétablissement du MOV (1952)
- Amiral Gottfried Hansen (1957)
- Capitaine de vaisseau Heinz Bonatz (de) (1960)
- Amiral de flottille Alfred Schumann (1978), ancien président
- Vice-amiral Horst von Schroeter (1991), ancien président
- Amiral de flottilleKarlheinz Max Reichert (2007), ancien président

Le répertoire des membres du MOV 1988 répertorie d'autres membres honoraires.